# Nora Häuptle
Nora Häuptle (9 settembre 1983) è un'allenatrice di calcio ed ex calciatrice svizzera, di ruolo attaccante, selezionatrice della nazionale femminile zambiana.
In carriera, vestendo la maglia dello Zuchwil 05, è stata campionessa di Svizzera 2006-2007 e ha vinto una Coppa Svizzera nel 2006. Lasciato il calcio giocato, ha ricoperto l'incarico di allenatrice delle formazioni giovanili del Thun fino al 2015, diventando da quell'anno selezionatrice della nazionale svizzera femminile under 19 e mantenendolo fino all'agosto 2020. Nel gennaio 2023 le è stato assegnato l'incarico di selezionatrice della nazionale femminile del Ghana.

## Palmarès

### Club
- Campionato svizzero: 1

Zuchwil 05: 2006-2007
- Coppa dei Paesi Bassi femminile: 1

Twente: 2007-2008
- Coppa Svizzera: 1

Zuchwil 05: 2005-2006